# Paraná em Páginas
Paraná em Páginas é uma revista com sede na cidade de Curitiba, capital do estado brasileiro do Paraná.
A revista é a recordista de edições publicadas no Paraná e uma das que possuem maior regularidade do Brasil. Atualmente, sua periodicidade é trimestral, porém, já foi uma revista mensal.
Foi criada pelo jornalista Cândido Gomes Chagas em março de 1965 com perfil editorial conservador e focado na classe média paranaense, muitas vezes fazendo o papel de um diário oficial do establishment, em defesa da tradição, da família e da propriedade capitalista. Inicialmente era um periódico com distribuição gratuita em empresas em geral, abandonando esta estratégia anos mais tarde.